# 2013年の航空
< 2013年
2012年の航空 - 2013年の航空 - 2014年の航空
2013年の航空（にせんじゅうさんねんのこうくう）とは、2013年（平成25年）に起こった航空関係の予定をまとめたページである。

## 出来事の一覧

### 1月
- 1月1日
  - （機材変更） タイ国際航空（タイ・バンコク）が、東京/成田 - バンコク/スワンナプーム線をボーイング777-300型機からエアバスA380型機に機材変更。これによって、成田国際空港に就航する航空会社でエアバスA380型機による運航は7社目（シンガポール航空・カンタス航空・ルフトハンザドイツ航空・エールフランス・大韓航空・エミレーツ航空）となった。
- 1月11日
  - （就航開始） 全日本空輸（東京都港区東新橋）が、東京/成田 - サンノゼ線を週5便 (月・水・金・土・日) で就航開始。機材は、ボーイング787-8型機。
- 1月12日
  - （就航開始） エバー航空（台湾・桃園県）が、新潟 - 台北/桃園線を週2便 (水・土) で就航開始。
- 1月16日
  - （インシデント） 全日本空輸 NH692便 山口宇部発東京/羽田行き・ボーイング787-8型機の機内で発煙し高松空港に緊急着陸する、重大インシデントが発生。乗員・乗客は、緊急脱出し無事だった。
  - （運航停止） 米・連邦航空局が、全日本空輸のボーイング787-8型機のトラブルを受け航空会社に対して運航停止命令を出した。日本の国土交通省も翌17日に緊急耐空性改善通報を発行。後日、世界中の航空会社、計8社の49機が順次運航停止された。
- 1月27日
  - （運休） 北海道エアシステム（北海道札幌市東区）が、旭川 - 函館線 (週2便 土・日) を運休。
- 1月29日
  - （航空事故） カザフスタンのアルマトイ近郊でSCAT航空のCRJ-200型機が墜落する航空事故が発生。21名が死亡。（SCAT航空760便墜落事故）
- 1月31日
  - （運休） 大韓航空（韓国・ソウル）が、函館 - ソウル/仁川線 (週3便 火・木・日) を運休。

### 2月
- 2月1日
  - （アライアンス加盟） マレーシア航空（マレーシア・クアラルンプール）が、ワンワールドに正式加盟。
- 2月13日
  - （航空事故） ウクライナ東部のドネツィクにあるドネツィク国際空港でアントノフ24型機が緊急着陸に失敗し横転する航空事故が発生し、5名が死亡。
- 2月14日
  - （合併発表） 連邦倒産法第11章（チャプター11）を申請し経営再建中の、アメリカン航空（アメリカ・テキサス州フォートワース）と、USエアウェイズ（アメリカ・アリゾナ州テンピ）が合併する事を合意したと発表。これにより、現在第1位のユナイテッド航空や第2位のデルタ航空を抜き世界最大規模の航空会社が誕生する見通しとなった。アメリカン航空は、世界の約50ヶ国で1日3,500便を運航し、第3位。USエアウェイズも国内線を中心に1日3,000便を運航し、第5位の規模となっていた。両社の合併後の社名は、「アメリカン航空」となる見通し。

### 3月
- 3月6日
  - （廃港） 石垣空港
- 3月7日
  - （開港） 新石垣空港（南ぬ島石垣空港）
- 3月21日
  - （就航開始） チャイナエアライン（台湾・台北市）が、高松 - 台北/桃園線を週2便 (木・日) で就航開始。
- 3月24日
  - （レベル増加） 新千歳空港の発着枠調整が必要となる「レベル2」の混雑空港に変更。理由は、格安航空会社の新規就航による発着枠の混雑が見込まれているため。現在就航している航空会社や、今後就航予定の航空会社について、国際線発着調整事務局が調整を行う。なお、発着枠の調整は国際航空運送協会 (IATA) が3段階のレベルで混雑度合いをガイドラインで定め現在、成田国際、東京国際（羽田）の両空港は混雑度合いの最も高い「レベル3」で、それに次ぐ混雑の「レベル2」は関西国際、中部国際、福岡の3空港がそれぞれ指定されている。
- 3月30日
  - （機材退役） 日本航空（東京都品川区東品川）が、マクドネル・ダグラスMD-90型機が退役。最終フライトは、1614便・広島発東京/羽田行き。当機材は、1996年4月1日に初就航し、当日に広島空港に飛来した。約17年間、日本の空で活躍し、最終フライトも広島発着便となった。
  - （運休） 全日本空輸が、東京/成田 - ソウル/仁川線 (1日1便) を運休。
- 3月31日
  - （ダイヤ変更） 本日から航空ダイヤが「夏季ダイヤ」に変更。
  - （規制緩和） 成田国際空港で、規制されていた、離着陸時間を、「6:00-23:00」から「6:00-24:00 (翌0:00)」に1時間 延長。ただし、他空港や当空港の悪天候による遅延など止むを得ない理由・低騒音機、の2つの条件を満たし、更に着陸料と同額の割増金を徴収した上での認可となっている。
  - （オープンスカイ） 成田国際空港でオープンスカイ協定が、本日から発効。これにより、日本国内の空港では、東京国際空港（羽田空港）以外の全ての空港で発効された。
  - （運休） スカイマーク（東京都大田区）が、大阪/関西 - 札幌/新千歳線 (1日2便) ・沖縄/那覇線 (1日2便) をそれぞれ運休。これに伴い、関西国際空港から完全撤退。また、沖縄/那覇 - 宮古線 (1日3便) も一時運休。
  - （就航開始&運航再開） 日本航空が、東京/羽田 - 名古屋/中部線を1日1便で就航開始。大阪/伊丹 - 松山線 (1日3便) ・函館線 (1日1便) ・三沢線 (1日1便) をそれぞれ運航再開。
  - （就航開始&運航再開） 全日本空輸が、東京/成田 - 広島線 (1日1便) ・札幌/新千歳 - 秋田線 (1日2便) をそれぞれ就航開始。東京/羽田 - 石垣線 (1日1便) ・沖縄/那覇 - 長崎線 (1日1便) ・阿蘇くまもと線 (1日1便) をそれぞれ運航再開。
  - （就航開始） 格安航空会社のジェットスター・ジャパン（千葉県成田市）が、東京/成田 - 大分線、名古屋/中部 - 札幌/新千歳線・福岡線 (いずれも1日2便) をそれぞれ就航開始。
  - （就航開始&ハブ化） 格安航空会社のエアアジア・ジャパン（現・バニラ・エア）（千葉県成田市）が、名古屋/中部 - 福岡線を1日1便で就航開始。同時に、中部国際空港（セントレア）を第2ハブ空港に指定。
  - （就航開始） フジドリームエアラインズ（静岡県静岡市清水区）が、名古屋/小牧 - 高知線を1日1便で就航開始。
  - （就航開始） AIRDO（北海道札幌市中央区）が、東京/羽田 - 釧路線を1日2便、札幌/新千歳 - 岡山線を1日1便でそれぞれ就航開始。
  - （路線変更） 大韓航空が、ソウル/仁川 - 東京/成田 - ロサンゼルス線 (1日1便) をソウル/仁川 - 東京/成田 - ホノルル線 (1日1便) に路線変更。
  - （廃港） 枕崎飛行場（鹿児島県枕崎市）が、廃港。枕崎飛行場は、1991年1月に、日本初の「コミューター空港」として開港してから、22年程の運用で廃港となった。なお、廃港後も「ヘリポート」としての機能は残る。

### 4月
- 4月1日
  - （持株会社移行） 全日本空輸株式会社（東京都港区東新橋）が、「ANAホールディングス株式会社」に名称を変え持株会社に移行。
  - （事業開始） ANAホールディングス株式会社（東京都港区東新橋）が、「全日本空輸株式会社」に名称を変え事業開始。
- 4月2日
  - （ターミナル開業） 調布飛行場が、旧・暫定ターミナルを廃止し、新ターミナルをオープン。
- 4月3日
  - （就航開始） エバー航空が、岡山 - 台北/桃園線を週2便 (水・土) で就航開始。
- 4月4日
  - （就航開始） KLMオランダ航空（オランダ・アムステルフェーン）が、福岡 - アムステルダム線を週3便 (月・木・土) で就航開始。
- 4月12日
  - （就航開始） 格安航空会社のPeach Aviation（大阪府泉佐野市）が、大阪/関西 - 仙台線を1日2便で就航開始。
- 4月13日
  - （航空事故） インドネシア・バリ島デンパサールのングラ・ライ国際空港で、ライオン・エアのボーイング737-800型機が、着陸に失敗し海上に着水する航空事故が発生[1]。（ライオン・エア904便着陸失敗事故）
- 4月16日
  - （トラブル） アメリカン航空で、一時システムトラブルが発生し、全米で約700便が運休する障害が発生。
- 4月19日
  - （承認） 米・連邦航空局が、運航停止中のボーイング787型機の改良バッテリーシステムを承認。これにより、事実上の運航許可が下りたことになった。
- 4月20日
  - （就航開始） スカイマークが、仙台 - 札幌/新千歳線 (1日3便) ・福岡線 (1日2便) をそれぞれ就航開始。
- 4月21日
  - （オープンスカイ締結） イスラエルが、欧州連合 (EU)とのオープンスカイ協定を締結[2]。
- 4月26日
  - （就航開始） 格安航空会社のエアアジア・ジャパン（現・バニラ・エア）が、名古屋/中部 - 札幌/新千歳線・ソウル/仁川線をともに1日1便で就航開始。
  - （承認） 日本の国土交通省が、ボーイング787型機の運航再開を認める耐空性改善通報を発行。これにより、ボーイング787-8型機の日本国内の運航が可能となった。
- 4月27日
  - （運航再開） エチオピア航空（エチオピア・アディスアベバ）が、世界で初めてボーイング787-8型機の運航を再開。初便は、アディスアベバ発ナイロビ行き[3]。

### 5月
- 5月1日
  - （運航再開） カタール航空（カタール・ドーハ）が、ボーイング787-8型機の運航を再開。航空会社としては、エチオピア航空に次いで2社目。初便は、ドーハ発ドバイ行き[4]。
- 5月2日
  - （就航開始） エバー航空が、旭川 - 台北/桃園線を週3便 (火・木・土) で就航開始[5]。
- 5月14日
  - （引き渡し再開） ボーイング社（アメリカ・シカゴ）が、ボーイング787-8型機の引き渡しを再開。第1号機は、全日本空輸の18号機として納入[6][7]。
- 5月15日
  - （運航再開） エア・インディア（インド・ムンバイ）が、ボーイング787-8型機の運航を再開。航空会社としては、エチオピア航空・カタール航空に次いで3社目。初便は、デリー発バンガロール行き[8][9]。
- 5月20日
  - （運航再開） ユナイテッド航空（アメリカ・シカゴ）が、ボーイング787-8型機の運航を再開。航空会社としては、エチオピア航空・カタール航空・エア・インディアに次いで4社目。初便は、ヒューストン発シカゴ行き[10][11]。
- 5月下旬 （日にち不明）
  - （運航再開） ラン航空（チリ・サンティアゴ）が、ボーイング787-8型機の運航を再開。航空会社としては、エチオピア航空・カタール航空・エア・インディア・ユナイテッド航空に次いで5社目。
- 5月23日
  - （就航開始） 復興航空（トランスアジア航空）（台湾・台北市）が、石垣 - 台北/桃園線を週2便 (木・日) で就航開始[12]。
  - （運航認可） 中国民用航空局 （中国民航）が、ボーイング787-8型機の型式証明を発行。これにより、中国の航空会社が中国国内線及び中国発 国際線を運航出来るようになった[13][14]。
- 5月25日
  - （就航開始） トランスアエロ航空（ロシア連邦・モスクワ）が、東京/成田 - モスクワ/ドモジェドヴォ線を週2便 (木・日) で就航開始。
- 5月26日
  - （運航再開） 全日本空輸が、ボーイング787-8型機の運航を再開。航空会社としては、エチオピア航空・カタール航空・エア・インディア・ユナイテッド航空・ラン航空に次いで6社目。初便は、札幌/新千歳発東京/羽田行き（臨時便）。なお、定期便については6月1日の東京/羽田発フランクフルト行きで営業運航再開[15][16]。
- 5月30日
  - （航空機生産） ボーイングが新型機「787-9」の製造を開始[17]。
  - （運休） デルタ航空（アメリカ・アトランタ）が、東京/成田 - ソウル/仁川線 (1日1便) を運休。
  - （受領） トムソン航空（イギリス・ロンドン）が、最新鋭機のボーイング787-8型機を初めて受領。これによって、全日本空輸、日本航空、エチオピア航空、ラン航空、エア・インディア、ユナイテッド航空、LOTポーランド航空、カタール航空に次いで世界で9社目の受領となった[18]。
- 5月31日
  - （就航開始） 格安航空会社のジェットスター・ジャパンが、東京/成田 - 鹿児島線、名古屋/中部 - 鹿児島線 (いずれも週11便 1日1便・月・金・土・日) をそれぞれ就航開始。
  - （受領） 中国南方航空（中国・広州市）が、最新鋭機のボーイング787-8型機を初めて受領。これによって、全日本空輸、日本航空、エチオピア航空、ラン航空、エア・インディア、ユナイテッド航空、LOTポーランド航空、カタール航空、トムソン航空に次いで世界で10社目の受領となった[19][20]。

### 6月
- 6月1日
  - （運航再開） 日本航空が、ボーイング787-8型機の運航を再開。航空会社としては、エチオピア航空・カタール航空・エア・インディア・ユナイテッド航空・ラン航空・全日本空輸に次いで7社目。初便は、東京/羽田発シンガポール行き[21]。
  - （就航開始） スカイネットアジア航空（ソラシド エア）（宮崎県宮崎市）が、大阪/神戸 - 沖縄/那覇線を1日3便で就航開始。
  - （運航再開） スカイマークが、沖縄/那覇 - 宮古線を1日3便で運航再開。
  - （就航開始） デルタ航空が、東京/羽田 - シアトル線を1日1便で就航開始。
  - （運航再開） LOTポーランド航空（ポーランド・ワルシャワ）が、ボーイング787-8型機の運航を再開。これにより、運航停止前に受領していた航空会社 全8社が運航再開した。初便は、ワルシャワ発ニューヨーク/JFK行き[22][23]。
- 6月3日
  - （就航開始） エミレーツ航空（アラブ首長国連邦 (UAE) ・ドバイ）が、東京/羽田 - ドバイ線を1日1便で就航開始。
- 6月5日
  - （アライアンス加盟） 中国貨運航空（中国・上海市）が、スカイチーム・カーゴに正式加盟[24]。
- 6月10日
  - （就航開始） ユナイテッド航空が、東京/成田 - デンバー線を1日1便で就航開始。機材は、ボーイング787-8型機[25]。
- 6月11日
  - （就航開始） 格安航空会社のジェットスター・ジャパンが、東京/成田 - 松山線を1日1便で就航開始。
- 6月11日 - 12日
  - （欠航） フランスの航空管制官の労働組合が欧州単一空域構想などに抗議、ストライキを実施。欧州全体で2,000便以上が欠航となった。
- 6月14日
  - （試験飛行） フランス南部のトゥールーズにある、トゥールーズ・ブラニャック国際空港で、エアバスA350WXB型機の初飛行が行われた[26][27]。
  - （就航開始） 格安航空会社のPeach Aviationが、大阪/関西 - 石垣線を1日1便で就航開始[28]。
- 6月18日
  - （アライアンス加盟） エバー航空が、スターアライアンスに正式加盟[29][30]。
  - （ローンチ） ボーイング社が、フランス・パリで開催された「パリ航空ショー」で、ボーイング787-10X型機のローンチカスタマーを正式発表[31]。
- 6月21日
  - （就航開始） AIRDOが、札幌/新千歳 - 大阪/神戸線を1日2便で就航開始[32]。
- 6月25日
  - （就航開始） ハワイアン航空（アメリカ・ハワイ州ホノルル）が、仙台 - ホノルル線を就航開始。現在の札幌/新千歳 - ホノルル線を仙台に延伸により就航するもので、ホノルル発仙台行きは 火・木・土、仙台発札幌/新千歳経由ホノルル行きは 水・金・日の週3便で運航。
  - （共同事業解消） 全日本空輸の親会社「ANAホールディングス」と、エアアジア（マレーシア・クアラルンプール）が、28日をもって共同事業を解消すると発表。これに伴い、両者が出資している格安航空会社 、「エアアジア・ジャパン」が28日からANAホールディングスの100%子会社となった。ただし、現社名は、10月31日までは使用する予定で、機材は9月1日から11月1日までの2ヶ月間に順次エアアジアに返却し、替わる新機材は、エアバスA320型機を順次導入する予定。なお、「エアアジア・ジャパン」の新社名は、7月後半にも全日本空輸から発表される予定[33][34]。
- 6月27日
  - （受領） ブリティッシュ・エアウェイズ（イギリス・ロンドン）が、最新鋭機のボーイング787-8型機を初めて受領。これによって、昨年までに受領した8社、トムソン航空、中国南方航空に次いで世界で11社目の受領となった[35][36][37]。
- 6月28日
  - （受領） ノルウェー・エアシャトル（ノルウェー・オスロ）が、最新鋭機のボーイング787-8型機を初めて受領。これによって、昨年までに受領した8社、トムソン航空、中国南方航空、ブリティッシュ・エアウェイズに次いで世界で12社目の受領となった[38]。

### 7月
- 7月1日
  - （コードシェア開始） 北海道エアシステム（北海道札幌市東区）と日本航空が、コードシェアを開始。コードシェアは、北海道エアシステムが運航する全5路線で実施[39]。
  - （就航開始） 北海道エアシステムが、札幌/丘珠 - 三沢線を1日1便で就航開始[40]。
  - （就航開始） 日本航空が、東京/成田 - ヘルシンキ線を1日1便で就航開始。機材は、ボーイング787-8型機[41]。
  - （運航再開） スカイマークが、東京/羽田 - 旭川線を1日1便で運航再開。また、沖縄/那覇 - 茨城線 (1日1便) を大阪/神戸経由から直行便化[42]。
- 7月3日
  - （就航開始） 格安航空会社のエアアジア・ジャパン（現・バニラ・エア）が、東京/成田 - 台北/桃園線を1日1便で就航開始[43][44][45]。
  - （運航再開） 中国国際航空（中国・北京市）が、沖縄/那覇 - 北京/首都線を週2便 (水・土) で運航再開[46]。
  - （就航開始） マンダリン航空（台湾・台北市）が、石垣 - 台北/桃園線を週2便 (水・土) で就航開始[47]。
- 7月4日
  - （就航開始） 格安航空会社 のチェジュ航空（韓国・済州市）が、東京/成田 - ソウル/仁川線を1日2便で就航開始[48]。
  - （受領） 海南航空（中国・海口市）が、最新鋭機のボーイング787-8型機を初めて受領。これによって、昨年までに受領した8社、トムソン航空、中国南方航空、ブリティッシュ・エアウェイズ、ノルウェー・エアシャトルに次いで世界で13社目の受領となった[49]。
  - （受領） ブリティッシュ・エアウェイズが、エアバスA380型機を受領。世界で9社目の導入航空会社となった（シンガポール航空・エミレーツ航空・カンタス航空・エールフランス・ルフトハンザドイツ航空・大韓航空・タイ国際航空・マレーシア航空）[50]。
- 7月6日
  - （航空事故） 米国・サンフランシスコのサンフランシスコ国際空港で、アシアナ航空 214便・ソウル/仁川発サンフランシスコ行きのボーイング777-200ER型機が、着陸に失敗する航空事故が発生（詳細は、「アシアナ航空214便着陸失敗事故」の項目を参照）。
- 7月10日
  - （就航開始） スカイマークが、新石垣空港発 沖縄/那覇線 (1日4便) 、東京/成田線、大阪/神戸線 (それぞれ1日1便) をそれぞれ就航開始[51]。
- 7月24日
  - （就航開始） 格安航空会社のジンエアー（韓国・ソウル）が、長崎 - ソウル/仁川線を週3便 (水・金・日) で就航開始[52]。

### 8月
- 8月1日 - 26日
  - （就航開始） スターフライヤー（福岡県北九州市小倉南区）が、北九州 - グアム線を「定期チャーター便」として運航。これに向け、同社は2012年12月11日に受領された8号機でETOPSの取得をしていた[53]。
- 8月5日
  - （航空事故） 米軍の救難ヘリコプター「HH-60」が、キャンプ・ハンセン敷地（沖縄県国頭郡宜野座村等）内に墜落する航空事故が発生[54]。
- 8月14日
  - （航空事故） 米・物流大手「ユナイテッド・パーセル・サービス (UPS) 」のエアバスA300-600F型貨物機が、米国アラバマ州のバーミングハム＝シャトルズワース国際空港の近くで墜落する航空事故が発生し、乗員2名が死亡[55]。（UPS航空1354便墜落事故）
- 8月16日
  - （受領） アエロメヒコ航空（メキシコ・メキシコシティ）が、最新鋭機のボーイング787-8型機を初めて受領。これによって、昨年までに受領した8社、トムソン航空、中国南方航空、ブリティッシュ・エアウェイズ、ノルウェー・エアシャトル、海南航空に次いで世界で14社目の受領となった[56]。
- 8月20日
  - （就航開始） アジア・アトランティック・エアラインズ（タイ・バンコク）が、東京/成田 - バンコク/スワンナプーム線を1日1便で就航開始[57]。
- 8月31日
  - （廃止） 格安航空会社のエアアジア・ジャパン（現・バニラ・エア）が、名古屋/中部 - 札幌/新千歳線 (1日1便) ・福岡線 (1日2便) ・ソウル/仁川線 (1日1便) を廃止[58][59][60]。

### 9月
- 9月11日
  - （就航開始） アジア・アトランティック・エアラインズが、大阪/関西 - バンコク/スワンナプーム線を1日1便で就航開始。
- 9月13日
  - （就航開始） 格安航空会社のPeach Aviationが、大阪/関西 - 釜山線・沖縄/那覇 - 石垣線をそれぞれ1日1便で就航開始[61]。
- 9月20日
  - （就航開始） 格安航空会社のPeach Aviationが、沖縄/那覇 - 台北/桃園線を1日1便で就航開始[62]。
- 9月25日
  - （社名変更） サハリン航空（ロシア）が、「オーロラ」に社名（商号）変更。
- 9月26日
  - （就航開始） 復興航空（トランスアジア航空）が、東京/成田 - 台北/桃園線を1日1便で就航開始[63][64]。
- 9月30日
  - （廃止&減便） 格安航空会社のエアアジア・ジャパン（現・バニラ・エア）が、東京/成田発着の沖縄/那覇線 (1日1便) を廃止。札幌/新千歳線 (1日3便→1便) を減便。

### 10月
- 10月1日
  - （就航開始） スターフライヤーが、大阪/関西 - 福岡線を1日4便で就航開始[65][66]。
  - （アライアンス加盟） ラン航空（チリ・サンティアゴ）の子会社「ラン・コロンビア」（コロンビア・ボゴタ）が、ワンワールドに「アフィリエイト・メンバー」として正式加盟[67]。
- 10月16日
  - （航空事故） ラオス南部のパクセで、ラオス国営航空のATR72-600型機が墜落する航空事故が発生。乗客・乗員 44名全員が死亡。（詳細は、ラオス国営航空301便墜落事故参照）
- 10月20日
  - （運休） エジプト航空（エジプト・カイロ）が、大阪/関西 - カイロ線 (週2便 金・日) を運休[68]。
- 10月24日
  - （運休） マレーシア航空が、大阪/関西 - コタキナバル線 (週2便 月・木) を運休[69]。
- 10月25日
  - （運休） ウラジオストク航空（ロシア・ウラジオストク）が、東京/成田 - ウラジオストク線 (週3便 月・金・日) ・ハバロフスク線 (週3便 火・木・日) を運休[70]。
  - （運休） ウズベキスタン航空（ウズベキスタン・タシュケント）が、東京/成田 - タシュケント線 (週2便 水・金) を運休[71]。
- 10月26日
  - （運休） 格安航空会社のエアアジア・ジャパン（現・バニラ・エア）が、東京/成田発着の札幌/新千歳線 (1日1便) ・福岡線 (1日2便) ・ソウル/仁川線・釜山線・台北/桃園線 (いずれも1日1便) をそれぞれ廃止。これにより、「エアアジア・ジャパン」ブランドの運航は全便 終了。
  - （運休） ニュージーランド航空（ニュージーランド・オークランド）が、大阪/関西 - オークランド線 (週3便 月・木・土) を運休[72]。
- 10月27日
  - （ダイヤ改正） 冬季ダイヤに移行。
  - （就航開始） 格安航空会社のPeach Aviationが、大阪/関西 - 東京/成田線を1日2便で就航開始[73]。
  - （運休） 中国国際航空が、仙台 - 上海/浦東 - 北京/首都線 (週2便 水・日) を運休[74]。
  - （運休） ユナイテッド航空が、東京/成田 - 香港線 (1日1便) を運休[75]。
- 10月28日
  - （運航再開） 中国南方航空（中国・広州市）が、福岡 - 広州線を週3便 (月・水・金) で運航再開[76]。
  - （就航開始） マレーシア航空が、東京/成田 - コタキナバル線を週3便 (月・木・土) で運航再開[77]。
- 10月30日
  - （運休） ジェットスター航空（オーストラリア・メルボルン）が、大阪/関西 - シンガポール線 (週4便 月・水・金・土) を運休[78]。
  - （アライアンス加盟） カタール航空が、ワンワールドに正式加盟[79]。

### 11月
- 11月4日
  - （運休） スカイマークが、東京/成田 - 福岡線 (1日2便) を運休 [注釈 1][80][81][82]。
- 11月7日
  - （就航開始） 格安航空会社の香港エクスプレス航空（香港）が、東京/羽田 - 香港線を1日1便で就航開始[83]。
- 11月8日
  - （就航開始） ガルーダ・インドネシア航空（インドネシア・ジャカルタ）が、大阪/関西 - ジャカルタ線を週4便 (月・水・金・日)で就航開始[84][85][86]。
- 11月17日
  - （航空事故） ロシア・タタールスタン共和国のカザン国際空港で、タタールスタン航空のボーイング737-500型機が着陸に失敗し墜落。乗客・乗員 50名全員が死亡。（タタールスタン航空363便墜落事故）
- 11月21日
  - （運航再開） 格安航空会社の香港エクスプレス航空が、大阪/関西 - 香港線を1日1便で運航再開。
- 11月27日
  - （就航開始） マンダリン航空（台湾・台北市）が、大阪/関西 - 台中線を週5便 (火・水・金・土・日) で就航開始[87]。
- 11月28日
  - （ターミナル開業） 深圳宝安国際空港の新旅客ターミナルビルが開業[88]。
- 11月29日
  - （航空事故） ナミビアで、LAMモザンビーク航空のエンブラエル 190型機が墜落する航空事故が発生。（詳細は、LAMモザンビーク航空470便墜落事故を参照）

### 12月
- 12月1日
  - （運休） アメリカン航空（アメリカ・フォートワース）が、東京/羽田 - ニューヨーク/JFK線 (1日1便) を運休[89]。
- 12月2日
  - （機材変更） タイ国際航空が、大阪/関西 - バンコク/スワンナプーム線をボーイング747-400型機からエアバスA380型機に機材変更。これにより関西国際空港でのエアバスA380型機による定期運航は同社が初となった[90][91]。
- 12月3日
  - （就航開始） タイ国際航空が、仙台 - バンコク/スワンナプーム線を週3便 (水・金・日) で就航開始[92][93]。
- 12月9日
  - （合併等） 米国のアメリカン航空とUSエアウェイズが、合併を完了し、新生「アメリカン航空（AMERICAN AIRLINES）」が誕生。これにより、現在「旅客輸送実績」で1・2位のユナイテッド航空、デルタ航空（ともに米国）を抜き世界最大規模の航空会社が誕生した。また同時に、連邦倒産法第11章（チャプター11）の脱却や、ナスダックの上場も行われた[94][95][96][97]。
  - （破産申請） 格安航空会社として来年3月から就航開始予定だったリンク（福岡県福岡市博多区）が、破産申請を開始[98]。
- 12月10日
  - （就航開始） 格安航空会社のジェットスター・ジャパンが、東京/成田 - 高松線を1日2便で就航開始[99][100]。
- 12月11日
  - （就航開始） エバー航空が、東京/成田 - 高雄線を1日1便で就航開始[101]。
- 12月18日
  - （ターミナル開業） 佐賀空港に建設していた、国際線旅客ターミナルビルが開業[102]。
- 12月20日
  - （就航開始） スカイマークが、米子発着の東京/成田線・大阪/神戸線を1日2便、大阪/神戸経由茨城線を1日1便でそれぞれ就航開始[103]。
  - （運航開始） 格安航空会社のバニラ・エアが、運航開始。東京/成田 - 沖縄/那覇線・台北/桃園線を1日1便でそれぞれ就航開始[104]。
  - （就航開始） 格安航空会社のティーウェイ航空（韓国・ソウル）が、佐賀 - ソウル/仁川線を週3便 (水・金・日) で就航開始[105]。
- 12月21日
  - （運航再開） 中国南方航空が、福岡 - 瀋陽線を週2便 (火・土) で運航再開[106]。
- 12月23日
  - （就航開始） 格安航空会社のティーウェイ航空が、札幌/新千歳 - ソウル/仁川線を1日1便で就航開始[107]。
- 12月31日
  - （廃港） 愛別飛行場（北海道上川郡愛別町）が、廃港[108]。